# Brigid Hogan-O’Higgins
Brigid Hogan-O’Higgins (Geburtsname: Brigid Hogan; * 10. März 1932; † 2. November 2022) war eine irische Politikerin der Fine Gael, die zwischen 1957 und 1977 Mitglied des Unterhauses (Dáil Éireann) war. Sie und ihr Ehemann waren das erste Ehepaar in der irischen Parlamentsgeschichte, das zeitgleich Mitglied des Dáil Éireann war.

## Leben
Brigid Hogan war die Tochter des Solicitor und Landwirts Patrick J. Hogan, der als Vertreter der Cumann na nGaedheal zwischen 1921 und seinem Tod am 24. Juli 1936 ebenfalls Mitglied des Dáil Éireann sowie von Januar 1922 bis März 1932 Landwirtschaftsminister beziehungsweise Minister für Ländereien und Landwirtschaft war.
Sie war in der Tradition ihres Vaters als Landwirtin tätig und wurde als Kandidatin der Fine Gael bei den Wahlen vom 5. März 1957 im Wahlkreis Galway South erstmals zum Mitglied des Dáil Éireann gewählt. Ein Jahr nach der Wahl heiratete sie 1958 den fast 15 Jahre älteren Michael O’Higgins, der ebenfalls Mitglied des Unterhauses war. Damit waren sie das erste Ehepaar in der irischen Parlamentsgeschichte, das zeitgleich Mitglied des Dáil Éireann war.
Bei den Wahlen vom 4. Oktober 1961 wurde ihr Mann nunmehr im Wahlkreis Galway East zum Mitglied des Unterhauses gewählt sowie bei den Wahlen vom 7. April 1965 wiedergewählt, ehe sie bei den Wahlen vom 18. Juni 1969 im Wahlkreis Clare-Galway South zum Mitglied des Dáil Éireann gewählt wurde. Bei den Wahlen vom 28. Februar 1973 wurde sie in diesem Wahlkreis wiedergewählt, erlitt aber bei den darauf folgenden Wahlen vom 16. Juni 1977 eine Niederlage und verlor damit nach zwanzigjähriger Parlamentszugehörigkeit ihr Mandat im Dáil Éireann. Im Anschluss zog sie sich aus der Politik zurück.
Aus der 1958 geschlossenen Ehe von Brigid Hogan-O’Higgins, die in Kilrickle (Loughrea, County Galway) sowie danach in Clonbullogue (County Offaly) lebte, gingen neun Kinder hervor, darunter Cahir O’Higgins, der sich als Solicitor insbesondere mit bekannten Straf- und Menschenrechtsverfahren beschäftigt.